# Bactrocera involuta
Bactrocera involuta är en tvåvingeart som först beskrevs av Hardy 1982.  Bactrocera involuta ingår i släktet Bactrocera och familjen borrflugor. Inga underarter finns listade.